# بيرتي ريباتي
بيرتي جوستوس ريباتي دبلوماسي فنلندي ومستشار للشؤون الخارجية ونائبا للقاضى. ولد ريباتى في 31 مايو عام 1930 في مدينة فيبورغ. كان والده جوستوس ريباتي، الذي شغل منصب وسيط للدولة. قبل مسيرة ريباتى الدبلوماسية، عمل بين عامي 1962 و1977 في اتحاد أصحاب العمل الفنلندي، ثم في وزارة المالية الفنلندية.
شغل منصب سفير فنلندا لدى الكويت بين عامي 1981 و1985، وتم اعتماده لدى أبوظبي في عام 1982.  كما عمل سفيرًا في كراكاس من عام 1985 إلى 1989، وفي كوالالمبور من عام 1989 إلى 1992، وقنصلًا عامًا في نيويورك من عام 1992 إلى 1995.
توفي بيرتي في الثانى من يناير عام 2016 فى مدينة ويستشستر، نيويوك، الولايات المتحدة، عن عمر ناهز 85 عامًا.

## وصلات خارجية
- صورة بيرتي ريباتي عام 1966 على ويكيميديا كومنز
- تاريخ القنصلية العامة الفنلندية في نيويورك (بالإنجليزية)